# Тетовско кале
Тетовско кале или Исарот је тврђава и значајно археолошко налазиште смештено на врху Балтепе, одмах изнад Тетова, на два километра од центра града. На самом месту археолошког налазишта налази се утврђено урбано насеље из касног античког и средњег века.
Налази се на мањој стеновитом брду са стрмим странама, које се налазе изнад десне обале реке Пене. На врху се налази равничарско плато, на југу у облику троугла димензија 180x130 m и површином од око 1 ha, а све је утемељено на бази касне античке куполе.